# 地灵乡
地灵乡，是中华人民共和国湖南省怀化市会同县下辖的一个乡镇级行政单位。

## 行政区划
地灵乡下辖以下地区：
地灵村、苏家村、姚家村、大坡村、江边村、罗家村、团结村、新开村、层溪村、桥冲村和龙貌村。